# Capela de São Sebastião (Ericeira)
A Capela de São Sebastião localiza-se no Largo de São Sebastião, na Ericeira, município de Mafra, junto às praias do Algodio e de São Sebastião.
Capela de pequena dimensão e planta hexagonal, foi construída no século XVII no local onde já existiria um edifício em ruínas com a mesma função e possivelmente datado do século XV. Alguns autores referem ainda o século XIII como provável data da construção original do edifício, sem que no entanto existam provas dessa alegação.
De construção maioritariamente maneirista, o seu inteior é totalmente revestido com azulejos

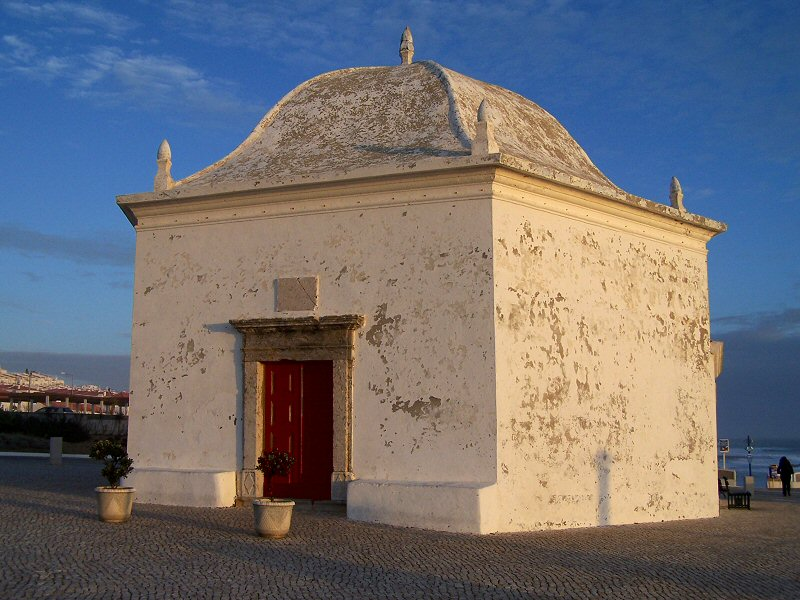
Capela de São Sebastião

Desde Janeiro de 2018 encontra-se classificada como Monumento de Interesse Público (Diário da República n.º 2/2018, Série II de 2018-01-03).